# Grapeview (Washington)
Grapeview es un lugar designado por el censo ubicado en el condado de Mason en el estado estadounidense de Washington. En el año 2010 tenía una población de 954 habitantes.

## Geografía
Grapeview se encuentra ubicado en las coordenadas 47°19′45″N 122°50′11″O / 47.32917, -122.83639.